# Zeke vertelt...
Zeke vertelt... is een stripalbum dat voor het eerst is uitgegeven in november 1999 met Bernard Cosendai als schrijver en tekenaar en Yves Amateis als grafisch ontwerper. Deze uitgave werd uitgegeven door Dupuis in de collectie vrije vlucht.